# Тахир Земај
Тахир Земај (28. децембар 1952 — 4. јануар 2003) био је официр Југословенске народне армије, главнокомандујући Оружаних снага Републике Косова (ФАРК) и генерал Ослободилачке војске Косова (ОВК) током Косовског рата (1998–1999).
Рођен је у регији Стреочких планина у Ђаковици, а 4. јануара 2003. године заједно са сином и рођаком убијен је у Пећи.